# 中国人民解放军空军航空大学
中国人民解放军空军航空大学，简称空军航空大学，位于吉林省长春市，是以培养飞行人才为主的综合性高等军事院校，隶属中国人民解放军空军。

## 沿革
中国人民解放军空军航空大学的前身可以追溯至1946年创办的中国人民解放军历史上第一所航空学校——东北民主联军航空学校。
- 1946年3月1日，东北民主联军航空学校在吉林通化成立，隶属东北民主联军，这是中国人民解放军历史上第一所航空学校。1946年4月，由通化迁至牡丹江。1946年11月迁至东安（今密山）。1948年1月1日更名东北人民解放军航空学校，隶属东北人民解放军。1948年3月迁回牡丹江。辽沈战役结束后，1949年3月迁至吉林长春。1949年5月更名中国人民解放军航空学校。因该校驻地一直在中国东北，故人称“东北老航校”[3][4]。

中国人民解放军空军长春飞行学院
- 1948年4月24日，成立东北人民解放军航空学校第三大队。主要负责对新学员进行入伍教育，机务工作教育[4]。
- 1949年9月14日，中国人民解放军航空学校发布命令，决定取消第四大队建制，以原第三大队为基础成立中国人民解放军航空学校混合大队[4]。1950年，东北军区航空学校混合大队在长春创建[3]。
- 1950年1月14日，航空学校混合大队改编为中国人民解放军空军入伍生大队。
- 1950年5月23日，更名中国人民解放军航空学员预科总队[5]。后来空军长春飞行学院以1950年5月23日为建校纪念日。
- 1951年7月13日，更名中国人民解放军第一航空预科总队[6]。
- 1954年5月，更名中国人民解放军第一航空预备学校[3][6]。
- 1955年，成为唯一被列入空军司令部序列的航空预备学校。
- 1958年3月，空军党委决定，撤销第二、三、四、五、六、七、八航空预备学校，保留第一航空预备学校。
- 1959年2月20日，更名中国人民解放军空军第一预备学校。
- 1964年9月15日，更名中国人民解放军空军第一航空预备学校。
- 1965年4月，更名中国人民解放军空军第一预备学校。
- 1969年10月25日，撤销空军第一预备学校[6]。
- 1973年11月5日，经中央军委批准复校，更名中国人民解放军空军第一航空预备学校[6]。
- 1986年，更名中国人民解放军空军第一飞行基础学校[3]。
- 1993年，升格中国人民解放军空军长春飞行学院[3]。
- 1993年，空军第二飞行基础学校并入，改为空军长春飞行学院保定分院。1999年，撤销空军长春飞行学院保定分院。
  - 中国人民解放军空军长春飞行学院保定分院：1958年3月，空军党委决定，撤销第二、三、四、五、六、七、八航空预备学校，保留第一航空预备学校，同时在江西南昌以原第三、四航空预备学校为基础创建新的中国人民解放军第二航空预备学校。1959年，更名中国人民解放军空军第二预备学校。1959年4月，空军第二预备学校从南昌迁址保定，与原空军第八航空预备学校部分人员合并。1964年，更名中国人民解放军空军第二航空预备学校。1965年，更名中国人民解放军空军第二预备学校。1969年，撤销空军第二预备学校。1973年，复建中国人民解放军空军第二航空预备学校。1986年，更名中国人民解放军空军第二飞行基础学校。1993年，撤销空军第二飞行基础学校，并入空军长春飞行学院成为中国人民解放军空军长春飞行学院保定分院。1999年，空军长春飞行学院保定分院撤销[7]。
- 2004年6月9日，转隶空军航空大学。同年改称中国人民解放军空军航空大学飞行基础训练基地[8]。

中国人民解放军空军第二航空学院
- 1952年8月1日，在吉林长春建立中国人民解放军空军第九航空学校[6][9]。
- 1956年，第九航空学校气象预报系分出，并入空军气象专科学校（后为中国人民解放军空军气象学院）。
- 1967年5月，第九航空学校更名中国人民解放军空军第二航空机务学校[6]。（同时，中国人民解放军空军第十五航空学校（筹）更名中国人民解放军空军第九航空学校。）
- 1969年，撤销第二航空机务学校。
- 1978年，复建第二航空机务学校。
- 1986年6月，升格中国人民解放军空军第二航空技术专科学校。
- 1992年10月，升格中国人民解放军空军第二航空学院[9]。
- 2004年6月9日，转隶空军航空大学。主体改为空军航空大学本部。

中国人民解放军空军第七飞行学院
- 1949年11月18日，奉中央军委命令，利用东北老航校整编后留在牡丹江的剩余人员，改建牡丹江航校。校部设在牡丹江东北老航校校址内，飞行教官及其他专业技术人员主要是东北老航校原日本籍留用人员[10]。
- 1949年12月20日，中央军委颁布命令，统一命名各航校，牡丹江航校定名中国人民解放军第七航空学校[10][11]。1950年1月5日正式开学[12]。
- 1952年1月，更名中国人民解放军空军第七航空学校[10]。该校先后培训了中华人民共和国第一批女航空员和第五批女飞行员，组建了中国人民解放军空军第一个直升机大队[6]。
- 1967年2月，学校扩编到7个训练团，驻地分布在黑龙江省、吉林省、辽宁省[13]。
- 1968年7月，由牡丹江市迁驻长春市[6]。1968年7月7日，校部从牡丹江市迁驻长春市的原中国人民解放军空军第二航空学校驻地。这时该校留驻黑龙江省的还有两个团：驻双城的二团、驻王岗的五团[13]。
- 1986年6月，更名中国人民解放军空军第七飞行学院[10]。
- 2004年6月9日，转隶空军航空大学。2004年9月30日改称中国人民解放军空军航空大学飞行训练基地[10]。

中国人民解放军空军第十三飞行学院
- 1953年1月，陆军第七十五师师部调空军，在北京南苑机场组建中国人民解放军空军中级指挥员训练班[14]。
- 1958年，更名中国人民解放军高级航空学校[14]。
- 1963年，更名中国人民解放军空军第一高级专科学校[14][15]。
- 1968年10月，改建中国人民解放军第十三航空学校[15]。1968年11月在北京南苑成立[16]。
- 1976年6月，更名中国人民解放军空军第十三航空学校[15]。
- 1979年，迁址安徽蚌埠[16]。
- 1986年7月，升格中国人民解放军空军第十三飞行学院[15]。

中国人民解放军空军航空大学
- 2004年6月9日，空军长春飞行学院、空军第七飞行学院、空军第二航空学院合并，组建成立中国人民解放军空军航空大学。后成为中央军委批准的军队“2110工程”重点建设院校[2]。空军第二航空学院主体改为空军航空大学本部；空军长春飞行学院改为空军航空大学飞行基础训练基地；空军第七飞行学院改为空军航空大学飞行训练基地。
- 2012年4月，空军第十三飞行学院和空军第三飞行学院第一训练团并入[17]。2012年4月28日，空军第十三飞行学院编为空军航空大学蚌埠校区，组建空军航空大学飞行教官训练基地[18]。
- 2017年，在深化国防和军队改革中，调整组建新的中国人民解放军空军航空大学[19]。

## 历任领导
空军第二航空学院
| 院长 - 刘丰（1952年8月1日—1954年6月，第九航空学校校长） - 范志辉（1954年10月—1957年11月，第九航空学校校长） - 吴静宇（1957年11月—1958年3月，第九航空学校校长） - 蔡啸（1958年3月—1959年6月，第九航空学校副校长主持工作） - 刘锡仁 大校（1959年6月—？，第九航空学校校长） - 黄兆提（？—？，第九航空学校校长） …… - 陈世钧（？—？，空军第二航空机务学校校长） - 纪志明（？—？，空军第二航空机务学校、空军第二航空技术专科学校校长） …… - 董钢铁（1994年12月—1999年7月，空军第二航空学院院长） - 李长江（2000年6月—2001年2月，空军第二航空学院院长） - 杨佐（2001年—2004年6月，空军第二航空学院院长） | 政治委员 - 刘增钰（1952年—1954年6月，第九航空学校副政治委员主持工作；1954年6月—1957年7月，第九航空学校政治委员） - 潘振华（1957年7月—1959年11月，第九航空学校政治委员） - 刘致中（1959年11月—？，第九航空学校政治委员） - 辛国良（？—1969年9月，第九航空学校、空军第二航空机务学校政治委员） …… - 韩景懿（？—？，空军第二航空机务学校政治委员） …… - 贾树栋（？—？，空军第二航空学院政治委员） - 赵勇（？—2004年6月，空军第二航空学院政治委员） |

空军航空大学
| 校长 - 李绍敏 空军少将（2003年12月—？） - 白崇明 空军少将（2008年7月—2014年） - 付国强 空军少将（2014年—） | 政治委员 - 林广泛 空军少将（2003年12月—？） - 刘德伟 空军少将（2009年—2013年） - 姜平 空军少将（2013年—2016年） - 薛宏伟 空军少将（2016年—2019年） - 邹云川 空军少将（2019年—） |

空军航空大学飞行基础训练基地
| 主任 - 王学清（1950年5月—1954年，航空学员预科总队、第一航空预科总队总队长） - 曾征 少将（1954年—1958年，第一航空预备学校校长） - 刘盛起 大校（1958年8月—1964年，第一航空预备学校、空军第一预备学校校长） - 刘万长（1964年9月—1969年2月，空军第一航空预备学校、空军第一预备学校校长；1973年12月—？，空军第一航空预备学校校长） - 丛泽滋（？—？，空军第一航空预备学校校长） - 阎增才（？—？，空军第一飞行基础学校校长） - 齐路通 空军少将（1992年10月—1999年7月，空军长春飞行学院院长） - 刘建新 空军少将（1999年7月—2003年12月，空军长春飞行学院院长；2003年12月—？，空军航空大学飞行基础训练基地主任） - 白崇明 空军大校（？—2008年，空军航空大学飞行基础训练基地主任） - 付国强 空军大校（2008年—2014年，空军航空大学飞行基础训练基地主任） - 姜明 空军大校（2014年—，空军航空大学飞行基础训练基地主任） | 政治委员 - 陈兴畴（1950年5月—1954年，航空学员预科总队、第一航空预科总队政治委员） - 贾鸿钧 大校（1954年—？，第一航空预备学校、空军第一预备学校政治委员） - 陈文海（1964年9月—1969年2月，空军第一航空预备学校、空军第一预备学校政治委员） - 李民（1973年12月—？，空军第一航空预备学校政治委员） - 白景峰（？—？，空军第一航空预备学校政治委员） - ？（？—？，空军第一飞行基础学校政治委员） - 刘贵生 空军少将（1996年12月—2003年12月，空军长春飞行学院政治委员；2003年12月—？，空军航空大学飞行基础训练基地政治委员） - 郝承铭 空军大校（？—？，空军航空大学飞行基础训练基地政治委员） - 肖楠 空军大校（？—2014年，空军航空大学飞行基础训练基地政治委员） - 谈礼军 空军大校（2014年—，空军航空大学飞行基础训练基地政治委员） |

空军长春飞行学院保定分院
| 院长 - 龙光（1958年—1966年，第二航空预备学校、空军第二预备学校、空军第二航空预备学校、空军第二预备学校校长） …… - 王效英（？—1983年，空军第二航空预备学校校长） - 张均昌（1983年—？，空军第二航空预备学校、空军第二飞行基础学校校长） …… - ？（？—1999年，空军长春飞行学院保定分院院长） | 政治委员 - 郭伯海（1958年—？，第二航空预备学校、空军第二预备学校、空军第二航空预备学校、空军第二预备学校政治委员） …… - ？（？—？，空军第二航空预备学校政治委员） - ？（？—？，空军第二航空预备学校、空军第二飞行基础学校政治委员） …… - ？（？—1999年，空军长春飞行学院保定分院政治委员） |

空军航空大学飞行训练基地
| 主任 - 魏坚（1949年—？，第七航空学校、空军第七航空学校校长） - 陈兴畴 大校（？—？，空军第七航空学校政治委员兼校长） …… - 钟万富 空军少将（1986年6月—？，空军第七飞行学院院长） - 王春山（？—？，空军第七飞行学院院长） - 李渊臣 空军少将（1994年10月—1999年12月，空军第七飞行学院院长） - 李明 空军少将（1999年12月—？，空军第七飞行学院院长） - 孙传军 空军少将（？—2004年，空军第七飞行学院院长；2004年—？，空军航空大学飞行训练基地主任） - 孙兆福（？—？，空军航空大学飞行训练基地主任） | 政治委员 - 罗野岗（1949年—1952年，第七航空学校政治委员） - 陈兴畴 大校（1952年—？，空军第七航空学校政治委员） …… - 尹庆立 空军大校（1983年5月—1986年6月，空军第七航空学校政治委员；1986年6月—1990年6月，空军第七飞行学院政治委员） …… - 赵发洪（？—？，空军航空大学飞行训练基地政治委员） - 胡中初（？—？，空军航空大学飞行训练基地政治委员） |

空军航空大学飞行教官训练基地
| 主任 - 吕黎平（1953年—？，空军中级指挥员训练班班主任） - 顾同舟 大校（1958年—1963年，高级航空学校代校长、校长；1963年—？，空军第一高级专科学校校长） - 杨扶真（1968年11月11日—1971年11月27日，空军第十三航空学校校长） - 张牛科（1971年—？，空军第十三航空学校校长） - 邹承鑫（？—1983年5月，空军第十三航空学校校长） - 邹德玉 空军大校（1983年5月—1986年12月，空军第十三航空学校校长；1986年12月—1990年6月，空军第十三飞行学院院长） …… - 姜成林（1999年7月—2004年6月，空军第十三飞行学院院长） - 尚光悦（2004年6月—？，空军第十三飞行学院院长） - 于守国（？—2012年3月，空军第十三飞行学院院长） - 姜明 空军大校（2012年—2014年，空军航空大学飞行教官训练基地主任） - 张宏斌 空军大校（2014年—，空军航空大学飞行教官训练基地主任） | 政治委员 - ？（1953年—？，空军中级指挥员训练班政治委员） - 谢雪畴 大校（？—1958年，空军中级指挥员训练班政治委员；1958年—1963年，高级航空学校政治委员；1963年—？，空军第一高级专科学校政治委员） - 黄继甫（？—？，空军第一高级专科学校政治委员） - 赵国华（？—？，空军第十三航空学校政治委员） - 何连科（？—？，空军第十三航空学校政治委员） - 杨永祥（？—1985年8月，空军第十三航空学校政治委员） …… - 丁海椒（1996年1月—2001年5月，空军第十三飞行学院政治委员） - 马东杰（？—？，空军第十三飞行学院政治委员） - 朱瑞 空军大校（2012年—2012年，空军航空大学飞行教官训练基地政治委员） - 何国祥 空军大校（2012年—，空军航空大学飞行教官训练基地政治委员） |

## 专业设置
2017年改革后，空军航空大学设有军事学、工学两大学科群，设有航空飞行与指挥、航空救生、空中战勤、电子对抗技术与指挥、装备仿真技术、无人机运用与指挥、情报分析整编、作战目标保障、部队组训管理等专业，形成了基础教育、专业教育、飞行训练三大教学格局。2017年招生的本科专业有：
- 飞行技术
- 侦察情报（1）
- 侦察情报（2）
- 目标工程

## 校区
学校共有12个校区，分布在6个省的7个城市，主校区位于吉林省长春市。
- 本部（吉林省长春市南关区南湖大路2222号）
- 飞行基础训练基地（吉林省长春市朝阳区人民大街7855号）[55][56]
- 飞行训练基地（吉林省长春市绿园区春阳街）[57]
  - 飞行训练基地第一训练团（吉林省长春市空军大屯场站）[54]
  - 飞行训练基地第二训练团（黑龙江省双城市空军双城场站）[54]
  - 飞行训练基地第三训练团（辽宁省阜新市空军阜新场站）[54]
  - 飞行训练基地第四训练团（辽宁省锦州市空军流水堡场站）[54]
- 蚌埠校区（飞行教官训练基地）（安徽省蚌埠市蚌山区）[58]
  - 飞行教官训练基地第一训练团（吉林省长春市朝阳区空军大房身场站）[59][60][61]
  - 飞行教官训练基地第二训练团（山东省淄博市周村区空军淄博场站）[62][63]
  - 飞行教官训练基地第三训练团（江苏省盐城市亭湖区空军盐城场站）[64][62]
  - 飞行教官训练基地第四训练团（安徽省蚌埠市空军蚌埠场站）[62][65]